# Guérilla
Guérilla ist eine Punkrockgruppe aus Kanada. 

## Geschichte
Guérilla wurde 1995 gegründet. Mit ihrem aggressiven Stil, der Rap mit Punkrock vereint, hat Guerilla besonders in der kanadischen Metropole Montreal wie auch in der ganzen Provinz Québec ihr Publikum. Guérilla singt ausschließlich in französischer Sprache. Ihr erstes Album Manifest wurde von Pierre Rémillard produziert, der schon mit Noir Silence, Anonymus und Obliveon erfolgreich war. Angesichts der als politische Missstände empfundenen Wirklichkeit des gegenwärtigen kanadischen Staats zeichnen sich Manifest wie auch die folgenden Produktionen aus durch konkrete politische Forderungen, die sich im Separatismus Québecs widerspiegeln. Soziales Engagement als Markenzeichen für Guérillas Musik und Videoclips sind deswegen genauso typisch wie für das Punk-Genre an sich. Der kanadische Musikfernsehsender Musique Plus wurde kritisiert, da er sich weigerte, den Videoclip zu dem Song Manifeste auszustrahlen, weil der Text des Lieds auf einem Manifest der terroristischen Unabhängigkeitsbewegung FLQ (Front de libération du Québec) von 1970 entstammte.
Beinahe in allen Ecken Québecs hatte Guerilla Auftritte, unter anderem gemeinsam mit Grimskunk, Lofofora, Race und I Mother Earth. Neuerdings produziert die Band unter der Marke INDICA und ist mittlerweile in sowohl in Frankreich ständig auf Tour. Mit dem französischen Sampler Amnistia setzt sich Guérilla gemeinsam mit 14 anderen Gruppen, unter anderem Lofofora, Ludwig Von 88, Yo! Pizza Jump und Negu Goriak für die Familien der baskischen politischen Gefangenen ein.

## Festivalteilnahmen
- 1997 Coup de cœur francophone
- 1998 Francofolies de Montréal

## Auszeichnungen
- Finalist des Musikwettbewerbs concours Polliwog 1997, Gewinner des Preises Révélation Musique Plus